# Sønderborg Rådhus
Sønderborg Rådhus, beliggende Rådhustorvet i Sønderborg er det administrative centrum for Sønderborg Kommune.
Sønderborg Rådhus har siden 1500-tallet ligget i vejgaflen mellem Store Rådhusgade og Lille Rådhusgade. Dengang byggede man et to-etagers hus med takkede gavle og spir og indskriften "Mæth loch skal land byggies", altså "Med lov skal land bygges".
I 1837 begyndte en modernisering af de offentlige bygninger, og rådhuset fik derfor en mere klassisk facade. Desværre kom denne facade kun til at stå i knap 30 år, for i 1864 faldt der bomber over Sønderborg. Preusserne sigtede bevidst mod rådhuset - byens vartegn. Og sammen med hele kvarteret rundt om, blev det delvist skudt i grus.
I 1865 begyndte genopbygningen og man ønskede at gentage motiverne fra det oprindelige, middelalderlige rådhus. Det fik derfor igen takkede gavle og spir og opført i nygotisk stil. Ud over spir, fik det også ny klokke og støbejernsbalkon. Det nygotiske rådhus blev indviet på Kong Wilhelm 1. af Preussens fødselsdag i 1866.
I slutningen af 1800-tallet blev rådhuset dog for lille, og endeligt i 1931 udskreves der en arkitektkonkurrence om opførelse af et helt nyt rådhus. Arkitekt Holger Mundt deltog i denne konkurrence med flere forslag og fik både 1. og 2. præmien.
Det nuværende rådhus opførtes i 1932-33 og blev et hovedværk i den danske nyklassicisme.
Rådhuset blev endnu engang for småt efter kommunalreformen i 1970. I 1983-85 blev der således foretaget en udbygning, tegnet af arkitekterne Friis og Moltke. Det var et stort anneks på den østlige side af Lille Rådhusgade.
Efter kommunalreformen i 2007, hvor 7 kommuner på Als og Sundeved blev lagt sammen, har rådhuset fået flere andre afdelinger. Dog er den centrale del af byens styre stadig bevaret i Sønderborgs historiske centrum.
 Der er for få eller ingen kildehenvisninger i denne artikel, hvilket er et problem. Du kan hjælpe ved at angive troværdige kilder til de påstande, som fremføres i artiklen.

54°54′30.93″N 9°47′19.74″Ø / 54.9085917°N 9.7888167°Ø